# Gemeinden des Kantons Jura

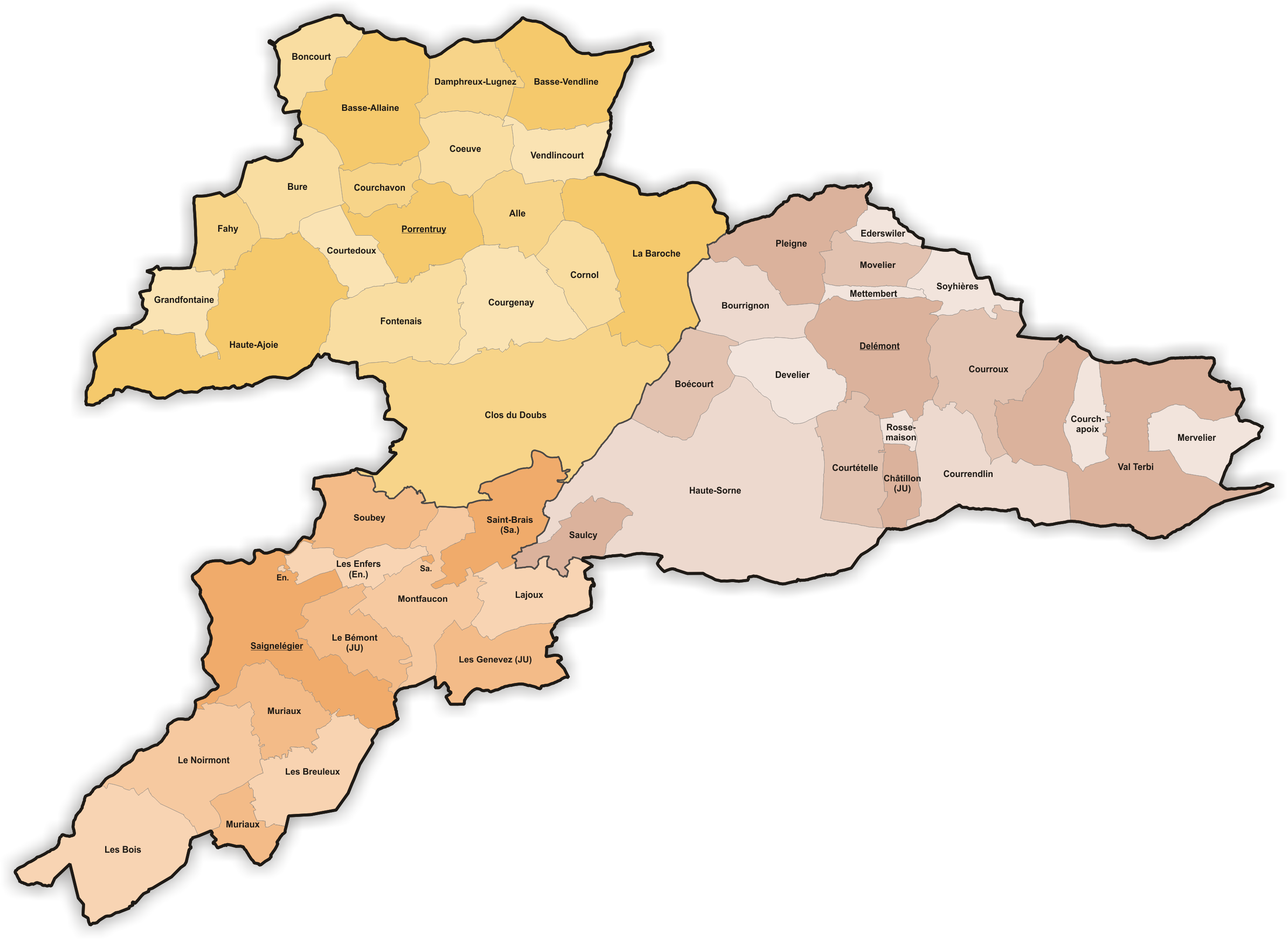
Gemeinden des Kantons Jura per 1. Januar 2024

Der Kanton Jura umfasst 50 politische Gemeinden (Stand: Januar 2024). Es werden dabei drei Gemeindetypen unterschieden:
- Als Munizipal- und Bürgergemeinde (französisch commune municipale et bourgeoise) werden Gemeinden geführt, in denen die Burgergemeinde unabhängig von der Einwohnergemeinde besteht; dies ist in fünf Gemeinden der Fall: Boécourt, Courrendlin, Delémont, Porrentruy und Soyhières.
- Eine gemischte Gemeinde (commune mixte) ist eine Gemeinde, in der zwar eine Burgergemeinde besteht, die Burgergüter aber von den Behörden der Munizipalgemeinde verwaltet werden. Diese Gemeindeform wurde vom Kanton Bern übernommen, und die Mehrzahl der Gemeinden sowohl im Kanton Jura als auch im Kanton Bern sind gemischt.
- Eine Munizipalgemeinde (commune municipale) ist eine reine Einwohnergemeinde, neben der keine zusätzliche Burgergemeinde (commune bourgeoise) besteht. Im Kanton Jura gibt es sieben solche reinen Einwohnergemeinden.

Als Spezialfall gilt zudem Saint-Brais, bezeichnet als section de commune: eigentlich eine commune mixte, hat Saint-Brais für sich eine zweigeteilte Form der Gemeindeverwaltung geschaffen, die für die zwei Gemeindeteile Saint-Brais et Les Métairies zuständig sind.

## Liste der Gemeinden
| Wappen           | Gemeindename     | deutscher Name (meist veraltet) | Einwohner 31. Dezember 2023 | Fläche in km² | Einwohner pro km² | Bezirk             |
| ---------------- | ---------------- | ------------------------------- | --------------------------- | ------------- | ----------------- | ------------------ |
| Alle             | Alle             | Hall                            | 1907                        | 10,60         | 180               | Porrentruy         |
| Basse-Allaine    | Basse-Allaine    | —                               | 1203                        | 23,04         | 52                | Porrentruy         |
| Basse-Vendline   | Basse-Vendline   | —                               | 767                         | 18,67         | 41                | Porrentruy         |
| Boécourt         | Boécourt         | Biestingen                      | 961                         | 12,35         | 78                | Delémont           |
| Boncourt         | Boncourt         | Bubendorf                       | 1171                        | 9,02          | 130               | Porrentruy         |
| Bourrignon       | Bourrignon       | Bürkis                          | 261                         | 13,55         | 19                | Delémont           |
| Bure             | Bure             | Burnen                          | 631                         | 13,68         | 46                | Porrentruy         |
| Châtillon        | Châtillon (JU)   | Kastel                          | 494                         | 5,31          | 93                | Delémont           |
| Clos du Doubs    | Clos du Doubs    | —                               | 1294                        | 61,75         | 21                | Porrentruy         |
| Coeuve           | Coeuve           | Kuef/Kufen                      | 721                         | 11,62         | 62                | Porrentruy         |
| Cornol           | Cornol           | Gundelsdorf                     | 1060                        | 10,45         | 101               | Porrentruy         |
| Courchapoix      | Courchapoix      | Gebsdorf                        | 445                         | 6,39          | 70                | Delémont           |
| Courchavon       | Courchavon       | Vogtsburg                       | 314                         | 6,19          | 51                | Porrentruy         |
| Courgenay        | Courgenay        | Jennsdorf                       | 2453                        | 18,44         | 133               | Porrentruy         |
| Courrendlin      | Courrendlin      | Rennendorf                      | 3667                        | 21,55         | 170               | Delémont           |
| Courroux         | Courroux         | Lüttelsdorf                     | 3396                        | 19,74         | 172               | Delémont           |
| Courtedoux       | Courtedoux       | Ludolfsdorf                     | 774                         | 8,21          | 94                | Porrentruy         |
| Courtételle      | Courtételle      | Cortittel                       | 2724                        | 13,56         | 201               | Delémont           |
| Damphreux-Lugnez | Damphreux-Lugnez | —                               | 363                         | 10,77         | 34                | Porrentruy         |
| Delémont         | Delémont         | Delsberg                        | 12'739                      | 21,97         | 580               | Delémont           |
| Develier         | Develier         | Dietwiler                       | 1372                        | 12,47         | 110               | Delémont           |
| Ederswiler       | Ederswiler       | Ederswiler                      | 117                         | 3,31          | 35                | Delémont           |
| Fahy             | Fahy             | —                               | 332                         | 7,78          | 43                | Porrentruy         |
| Fontenais        | Fontenais        | —                               | 1647                        | 19,99         | 82                | Porrentruy         |
| Grandfontaine    | Grandfontaine    | Langenbrunn                     | 381                         | 8,97          | 42                | Porrentruy         |
| Haute-Ajoie      | Haute-Ajoie      | —                               | 1057                        | 40,93         | 26                | Porrentruy         |
| Haute-Sorne      | Haute-Sorne      | —                               | 7362                        | 71,04         | 104               | Delémont           |
| La Baroche       | La Baroche       | —                               | 1134                        | 31,07         | 36                | Porrentruy         |
| Lajoux           | Lajoux (JU)      | —                               | 710                         | 12,39         | 57                | Franches-Montagnes |
| Le Bémont        | Le Bémont (JU)   | —                               | 305                         | 11,68         | 26                | Franches-Montagnes |
| Le Noirmont      | Le Noirmont      | Schwarzenberg                   | 1957                        | 20,39         | 96                | Franches-Montagnes |
| Les Bois         | Les Bois         | Rudisholz                       | 1252                        | 24,71         | 51                | Franches-Montagnes |
| Les Breuleux     | Les Breuleux     | Brandisholz                     | 1642                        | 14,87         | 110               | Franches-Montagnes |
| Les Enfers       | Les Enfers       | Die Hell                        | 149                         | 7,12          | 21                | Franches-Montagnes |
| Les Genevez      | Les Genevez (JU) | —                               | 510                         | 13,63         | 37                | Franches-Montagnes |
| Mervelier        | Mervelier        | Morschwiler                     | 535                         | 9,74          | 55                | Delémont           |
| Mettembert       | Mettembert       | Mettenberg/Mettemberg           | 112                         | 2,34          | 48                | Delémont           |
| Montfaucon       | Montfaucon       | Falkenberg                      | 566                         | 18,25         | 31                | Franches-Montagnes |
| Movelier         | Movelier         | Moderswiler                     | 420                         | 8,08          | 52                | Delémont           |
| Muriaux          | Muriaux          | Spiegelberg                     | 508                         | 16,88         | 30                | Franches-Montagnes |
| Pleigne          | Pleigne          | Pleen                           | 349                         | 17,84         | 20                | Delémont           |
| Porrentruy       | Porrentruy       | Pruntrut                        | 6601                        | 14,76         | 447               | Porrentruy         |
| Rossemaison      | Rossemaison      | Rottmund                        | 733                         | 1,89          | 388               | Delémont           |
| Saignelégier     | Saignelégier     | Sankt Leodegar                  | 2568                        | 31,67         | 81                | Franches-Montagnes |
| Saint-Brais      | Saint-Brais      | Sankt Brix                      | 239                         | 15,16         | 16                | Franches-Montagnes |
| Saulcy           | Saulcy           | —                               | 273                         | 7,86          | 35                | Delémont           |
| Soubey           | Soubey           | —                               | 125                         | 13,49         | 9                 | Franches-Montagnes |
| Soyhières        | Soyhières        | Saugern                         | 431                         | 7,50          | 57                | Delémont           |
| Val Terbi        | Val Terbi        | —                               | 3269                        | 46,69         | 70                | Delémont           |
| Vendlincourt     | Vendlincourt     | Wendlinsdorf                    | 547                         | 9,15          | 60                | Porrentruy         |
| Total (50)       | Total (50)       |                                 | 74'548                      | 838,51        | 89                | —                  |

## Veränderungen im Gemeindebestand

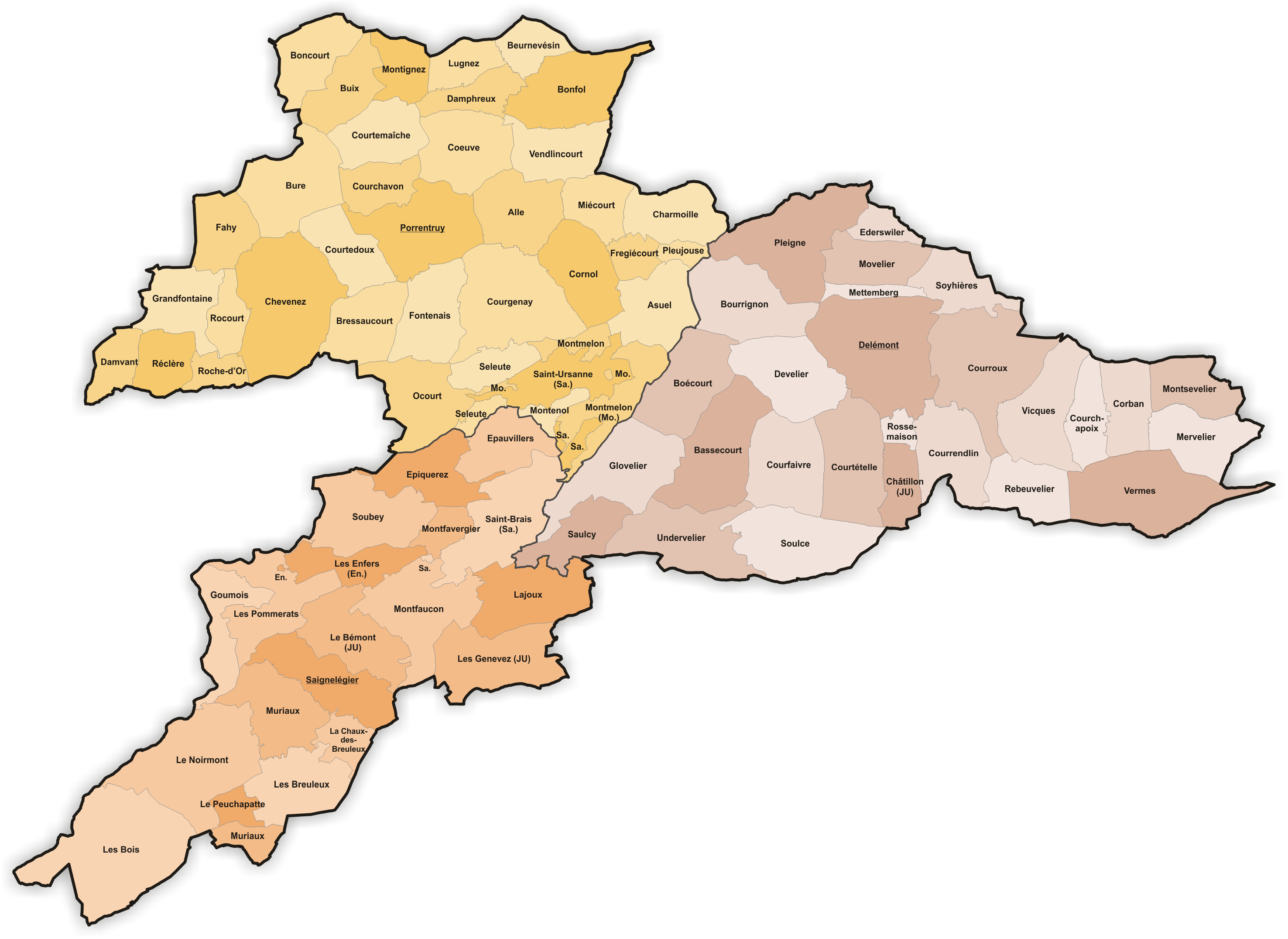
Gemeinden bis 1983
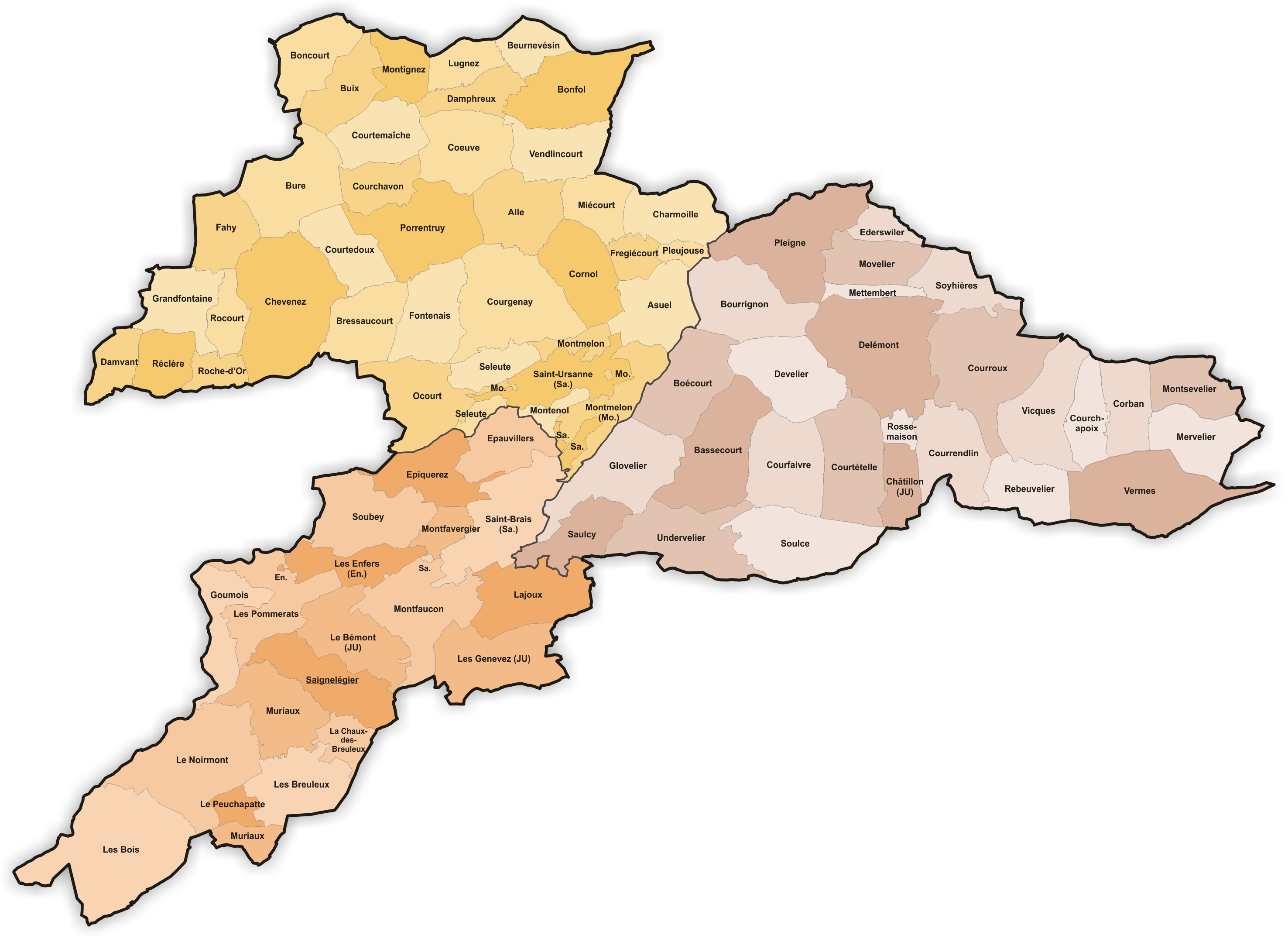
Gemeinden bis 1996
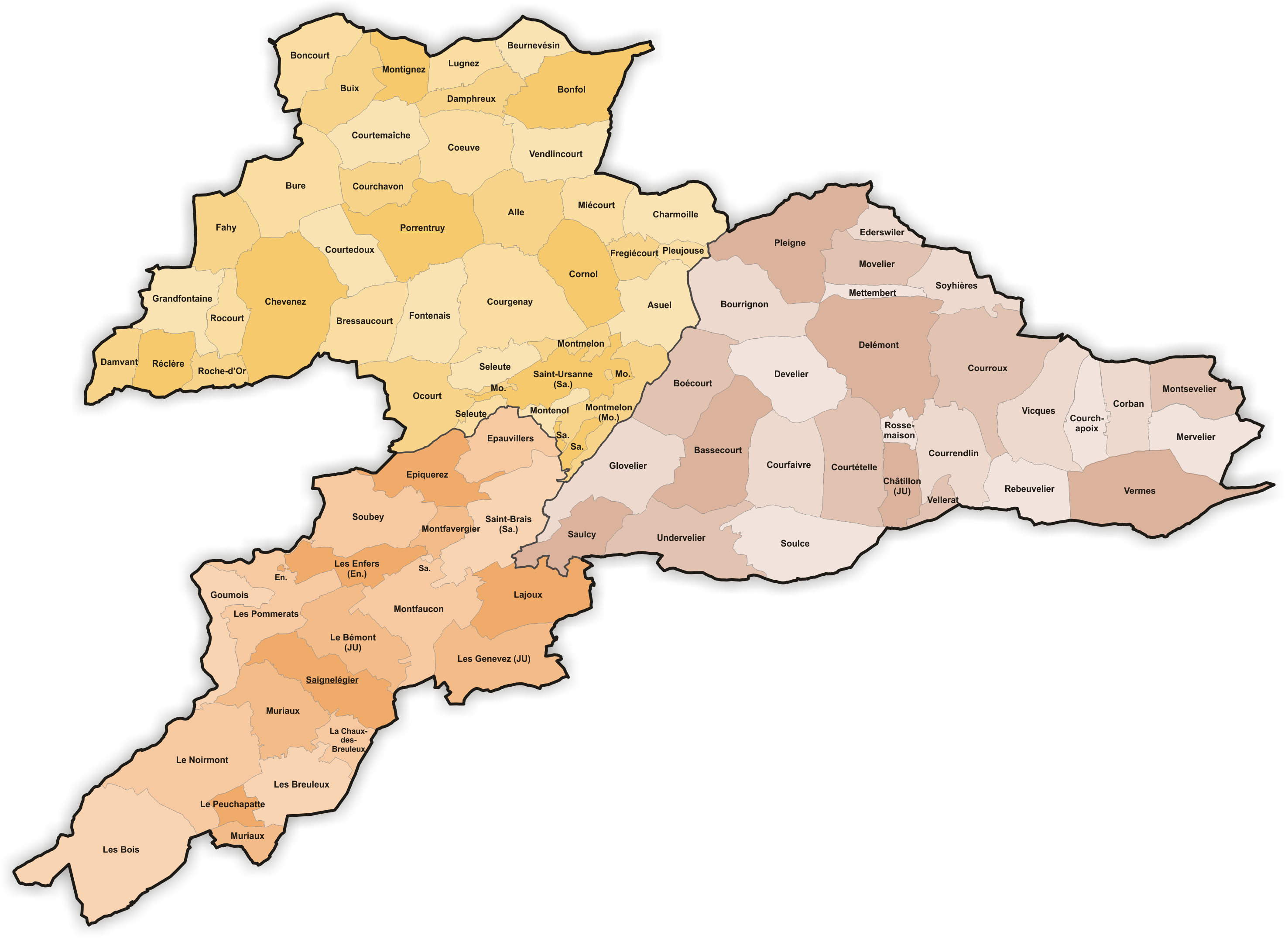
Gemeinden bis 2008
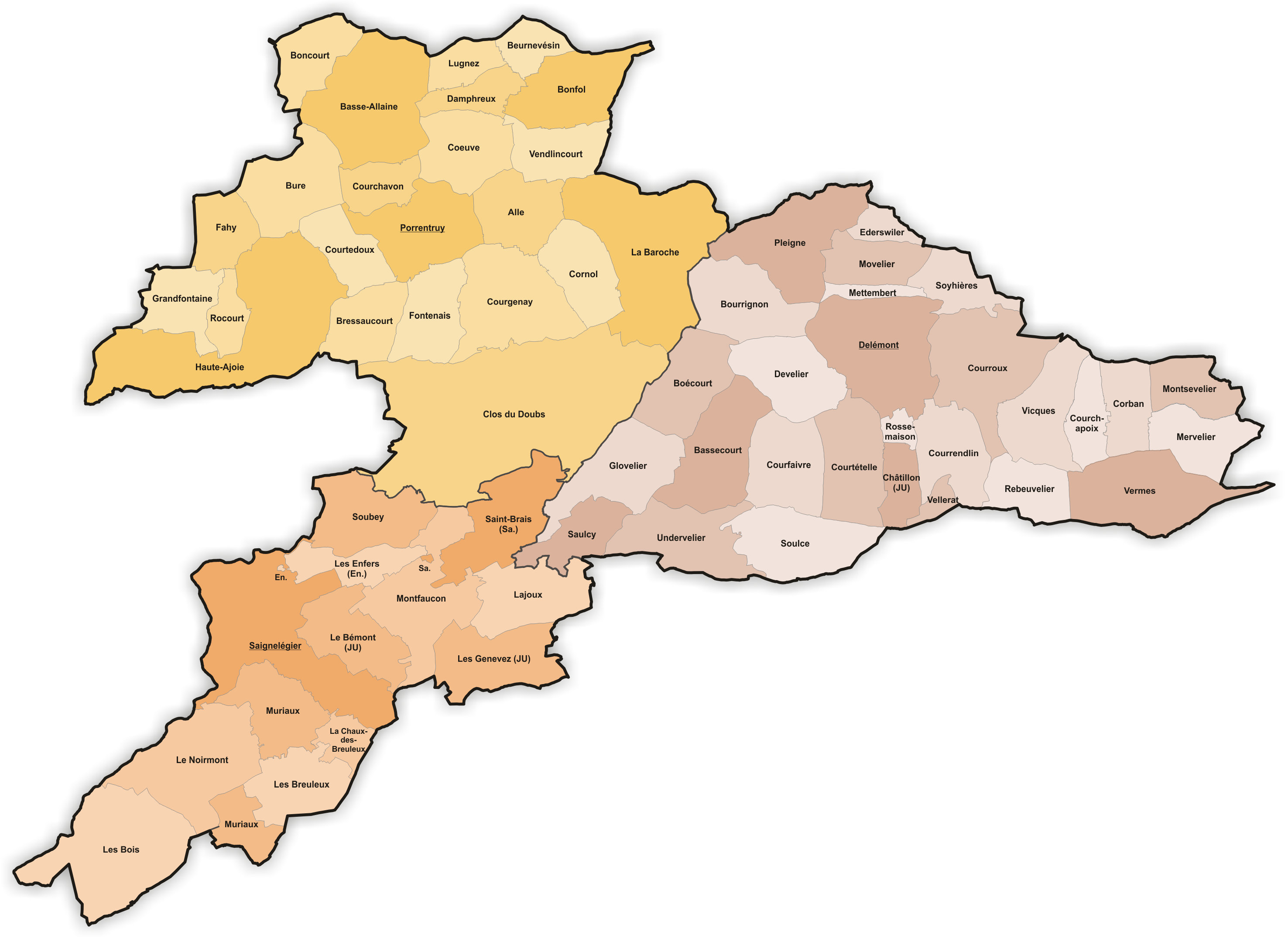
Gemeinden bis 2012
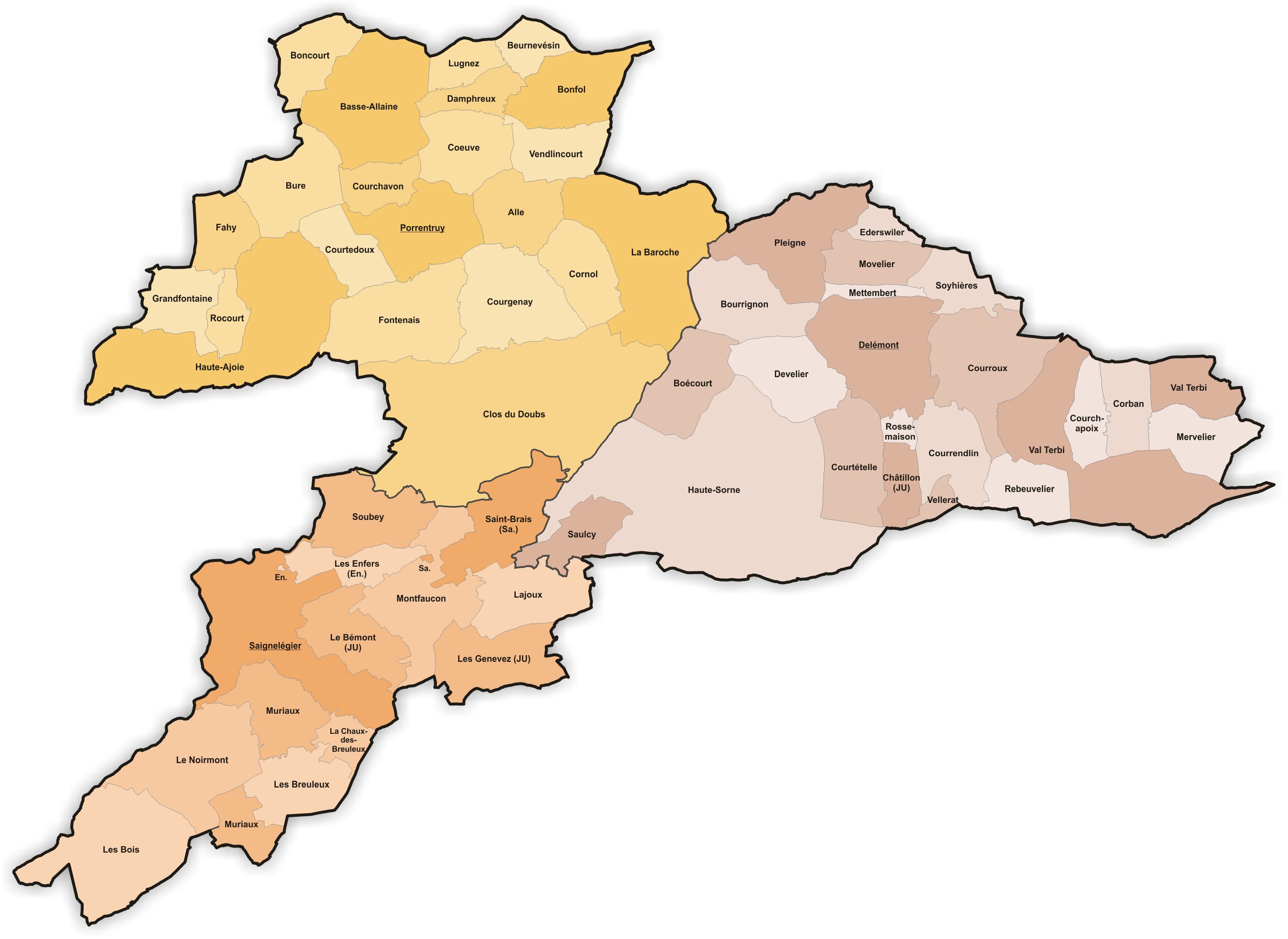
Gemeinden bis 2015
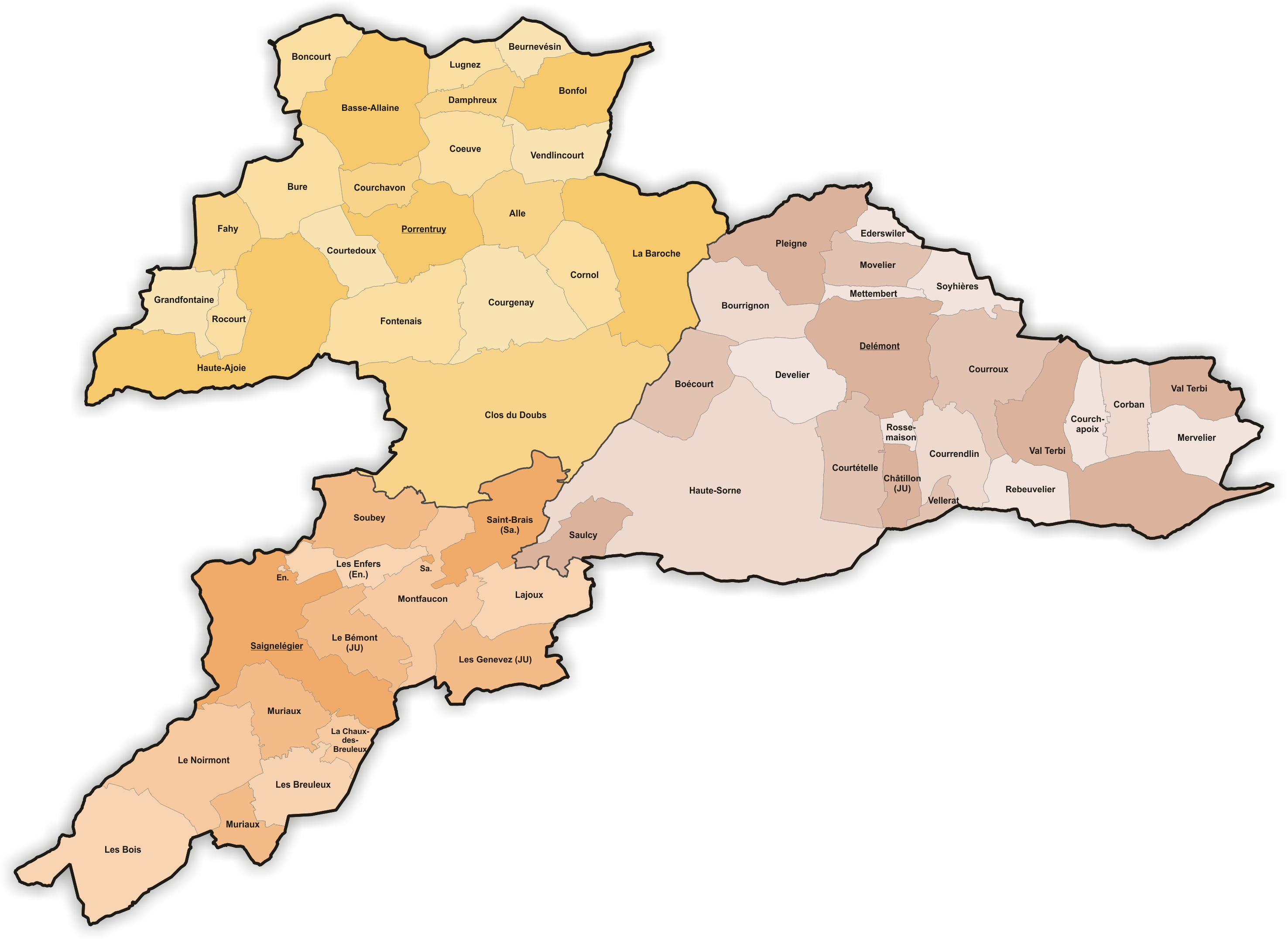
Gemeinden bis 2017
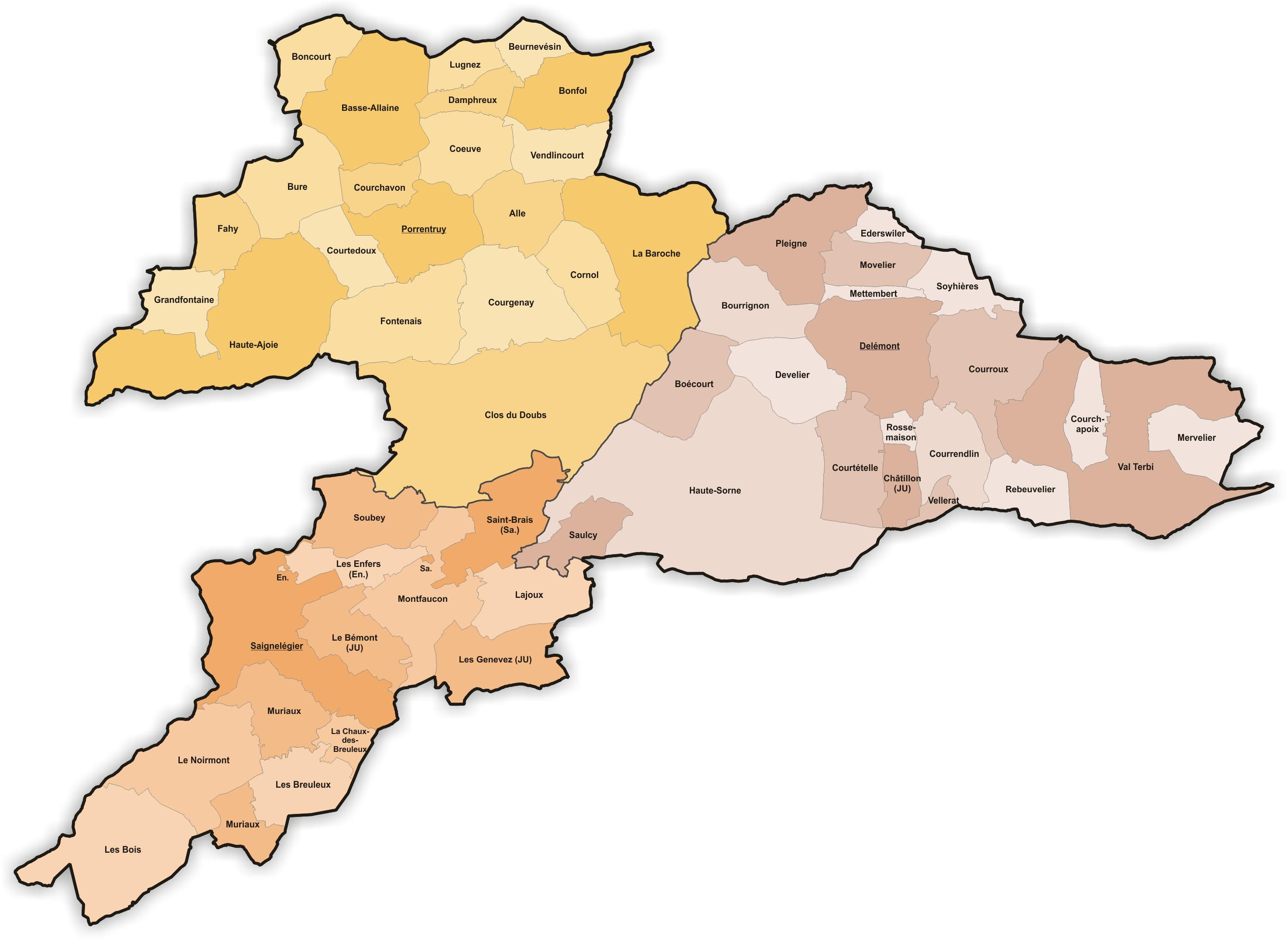
Gemeinden bis 2018
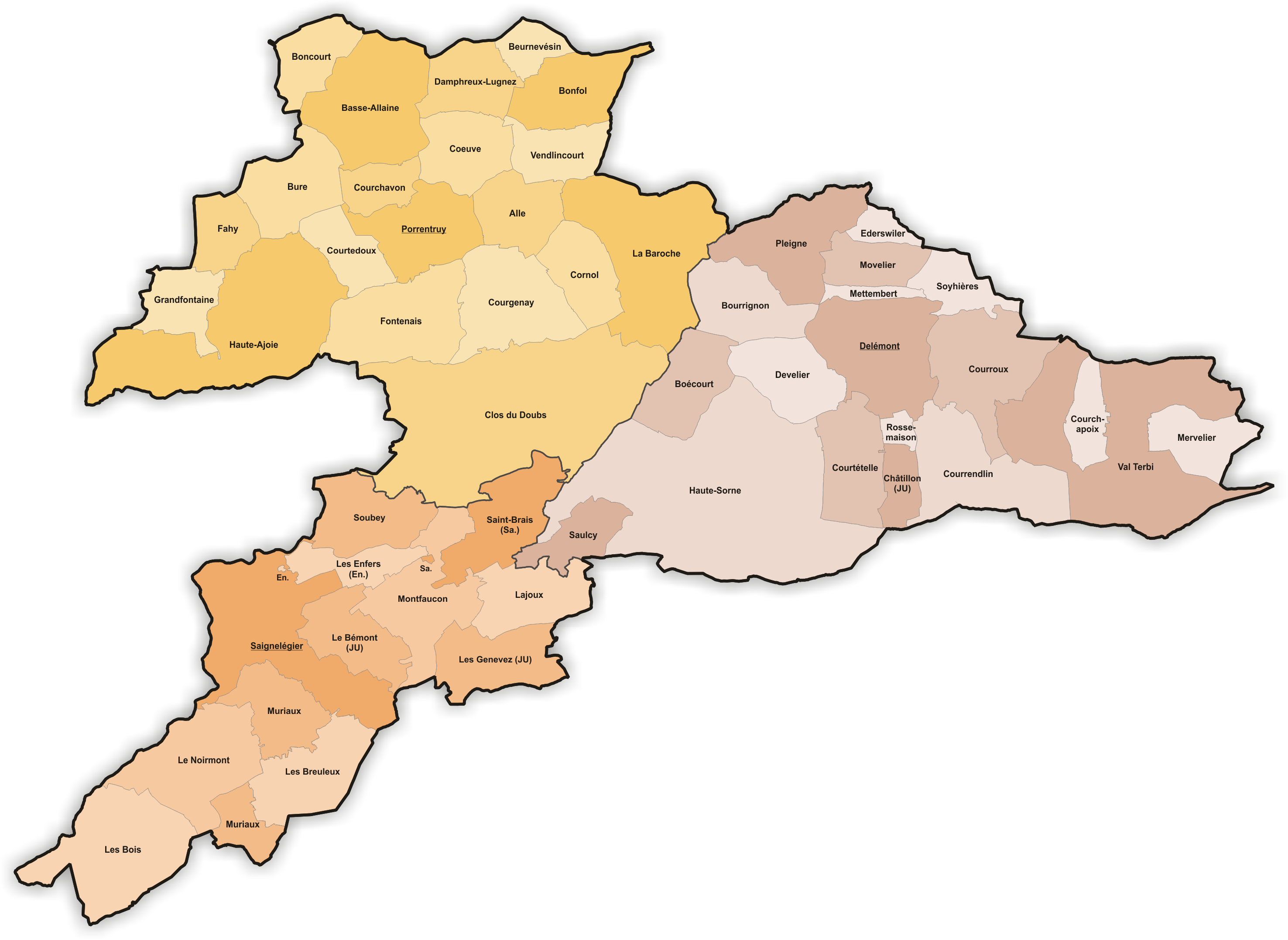
Gemeinden bis 2022
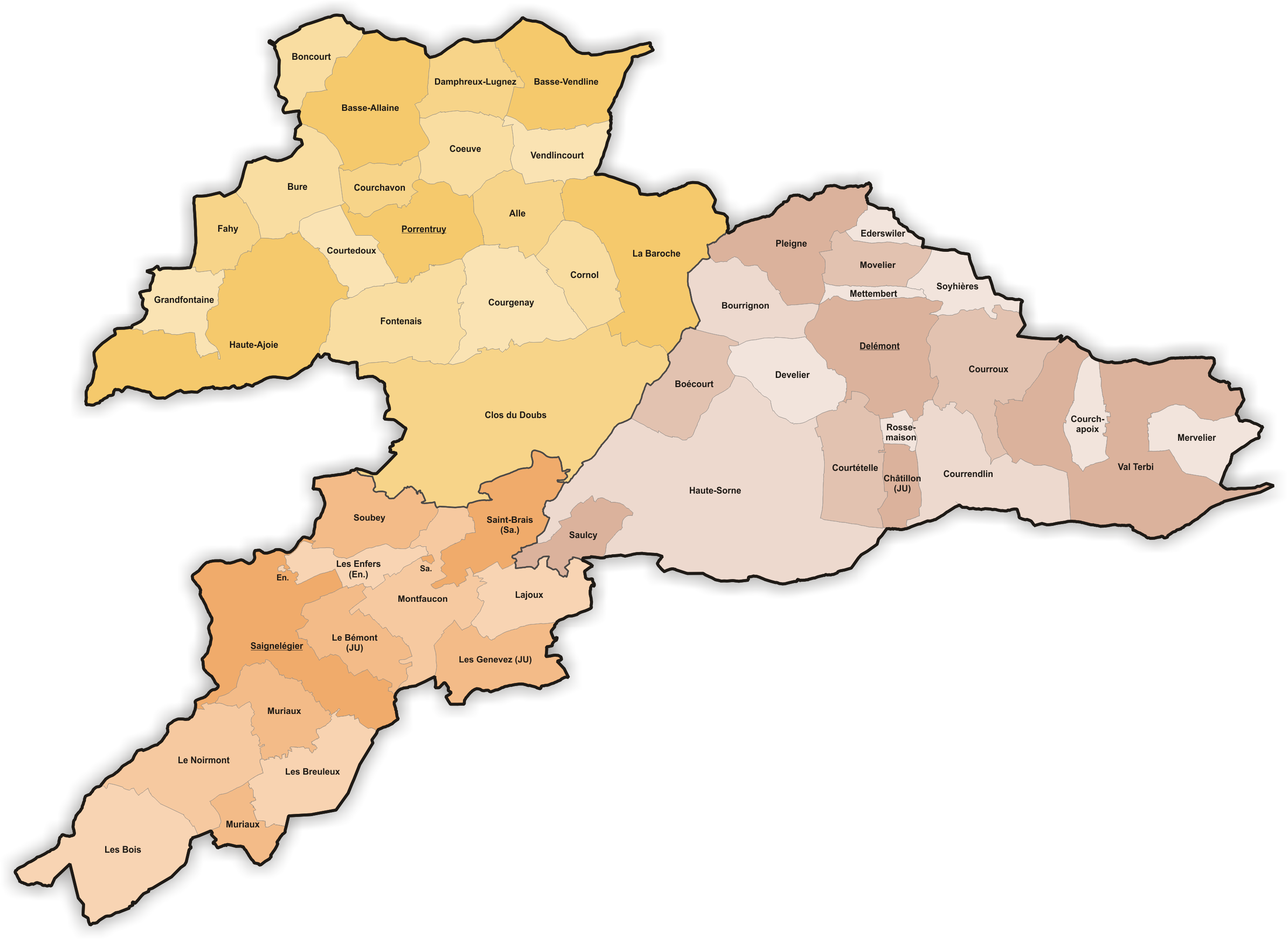
Gemeinden bis 2023
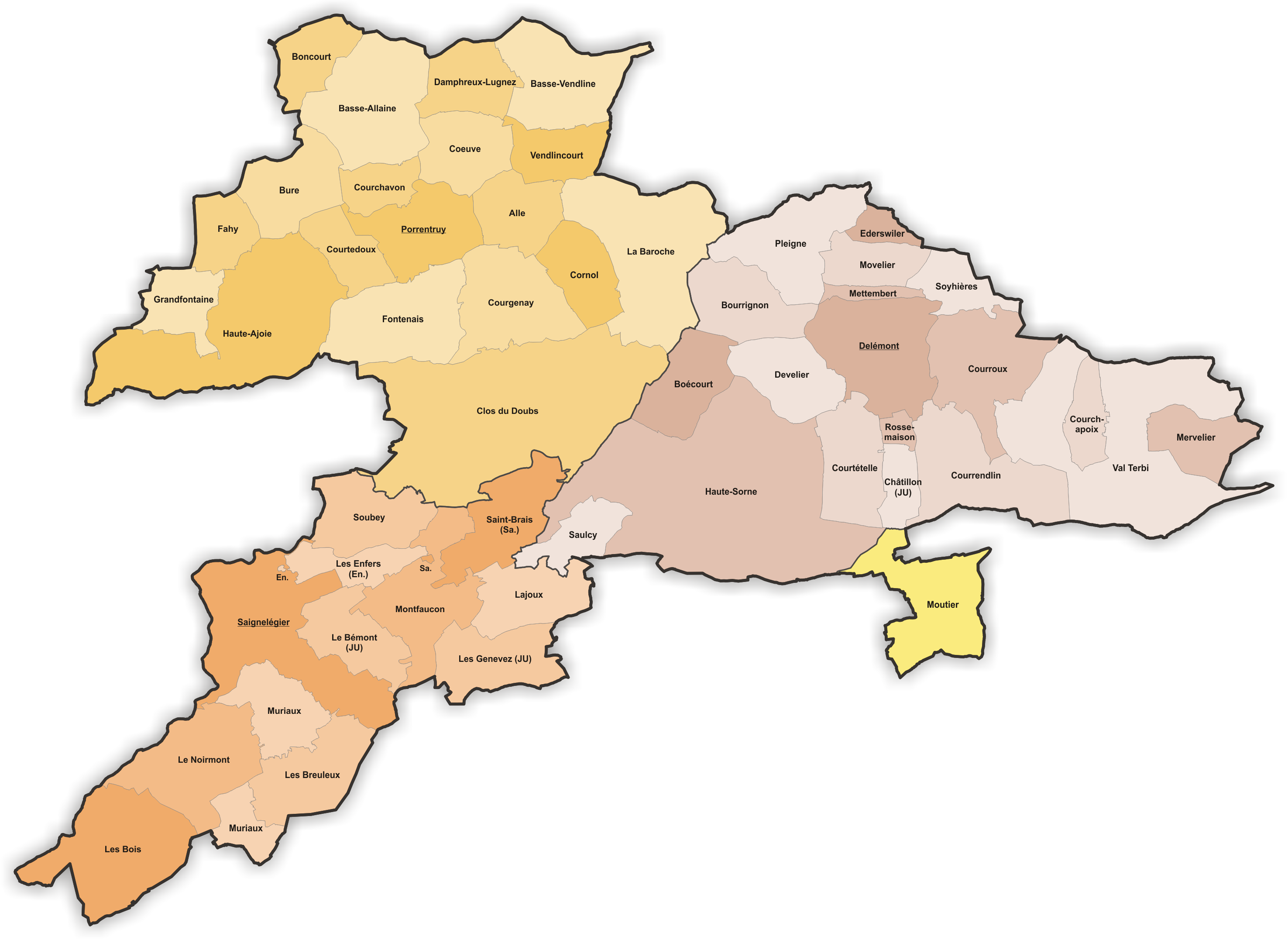
Gemeinden ab 1. Januar 2026

### Fusionen
2009:
- Montfaucon und Montfavergier → Montfaucon
- Goumois, Les Pommerats und Saignelégier → Saignelégier
- Buix, Courtemaîche und Montignez → Basse-Allaine
- Chevenez, Damvant, Réclère und Roche-d’Or → Haute-Ajoie
- Epauvillers, Epiquerez, Montenol, Montmelon, Ocourt, Saint-Ursanne und Seleute → Clos du Doubs
- Le Peuchapatte und Muriaux → Muriaux
- Asuel, Charmoille, Fregiécourt, Miécourt und Pleujouse → La Baroche

2013:
- Bressaucourt und Fontenais → Fontenais
- Bassecourt, Courfaivre, Glovelier, Soulce und Undervelier → Haute-Sorne
- Montsevelier, Vermes und Vicques → Val Terbi

2018:
- Corban und Val Terbi → Val Terbi
- Haute-Ajoie und Rocourt → Haute-Ajoie

2019:
- Courrendlin, Rebeuvelier und Vellerat → Courrendlin

2023:
- Damphreux und Lugnez → Damphreux-Lugnez
- Les Breuleux und La Chaux-des-Breuleux → Les Breuleux

2024:
- Beurnevésin und Bonfol → Basse-Vendline

geplant:
- Bourrignon und Develier

### Kantonswechsel
2026 (beschlossen):
- Moutier (Kanton Bern) → Moutier (Kanton Jura)